# 가스통 르루

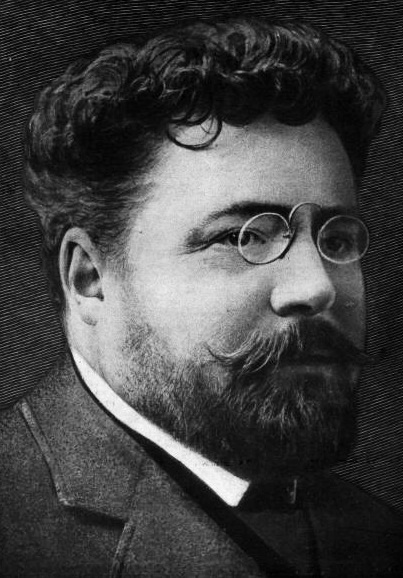
가스통 르루, 1907년

가스통 루이 알프레드 르루(Gaston Louis Alfred Leroux, 1868년 5월 6일 ~ 1927년 4월 15일)는 프랑스의 저널리스트이자 추리 소설 작가이다. 대표작으로 《오페라의 유령》이 있다.